# 有田焼

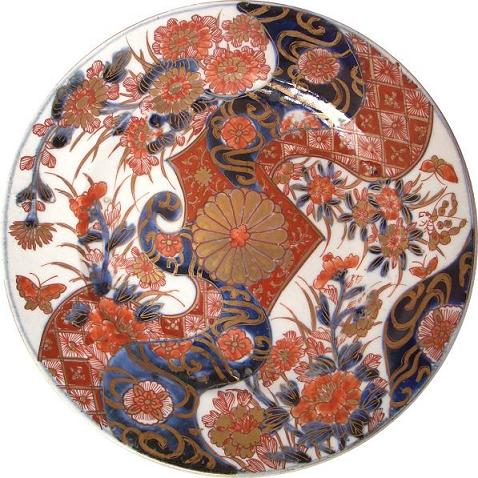
18世紀に作られたと見られる有田焼（伊万里焼）

有田焼（ありたやき）は、佐賀県有田町を中心に焼かれる磁器である。その積み出しが伊万里港からなされていたことにより、「伊万里（いまり）」や伊万里焼とも呼ばれる。泉山陶石、天草陶石などを原料としているが、磁器の種類によって使い分けている。作品は製造時期、様式などにより、初期伊万里、古九谷様式、柿右衛門様式、金襴手（きんらんで）などに大別される。また、これらとは別系統の献上用の極上品のみを焼いた作品があり藩窯で鍋島藩のものを「鍋島様式」、皇室に納められたものを「禁裏様式」と呼んでいる。江戸時代後期に各地で磁器生産が始まるまで、有田は日本国内で唯一、長期にわたって磁器の生産を続けていた。1977年（昭和52年）10月14日に経済産業大臣指定伝統工芸品に指定。
JR佐世保線有田駅-上有田駅間の沿線から煙突の立ち並ぶ風景が見られ、その町並みは『有田内山』として国の重要伝統的建造物群保存地区に選定されている。

## 「有田焼」と「伊万里焼」
近世初期以来、有田、三川内（長崎県）、波佐見（長崎県）などで焼かれた肥前の磁器は、江戸時代には積み出し港の名を取って「伊万里」と呼ばれていた。また英語での呼称も "Imari" が一般的である。寛永15年（1638年）の『毛吹草』（松江重頼）には「唐津今利の焼物」とあり、唐津は土もの（陶器）、今利（伊万里）は石もの（磁器）を指すと考えられている。
明治以降、輸送手段が船から鉄道等の陸上交通へ移るにつれ、有田地区の製品を「有田焼」、伊万里地区の製品を「伊万里焼」と区別するようになった。有田を含む肥前磁器全般を指す名称としては「伊万里焼」が使用されている。

## 歴史

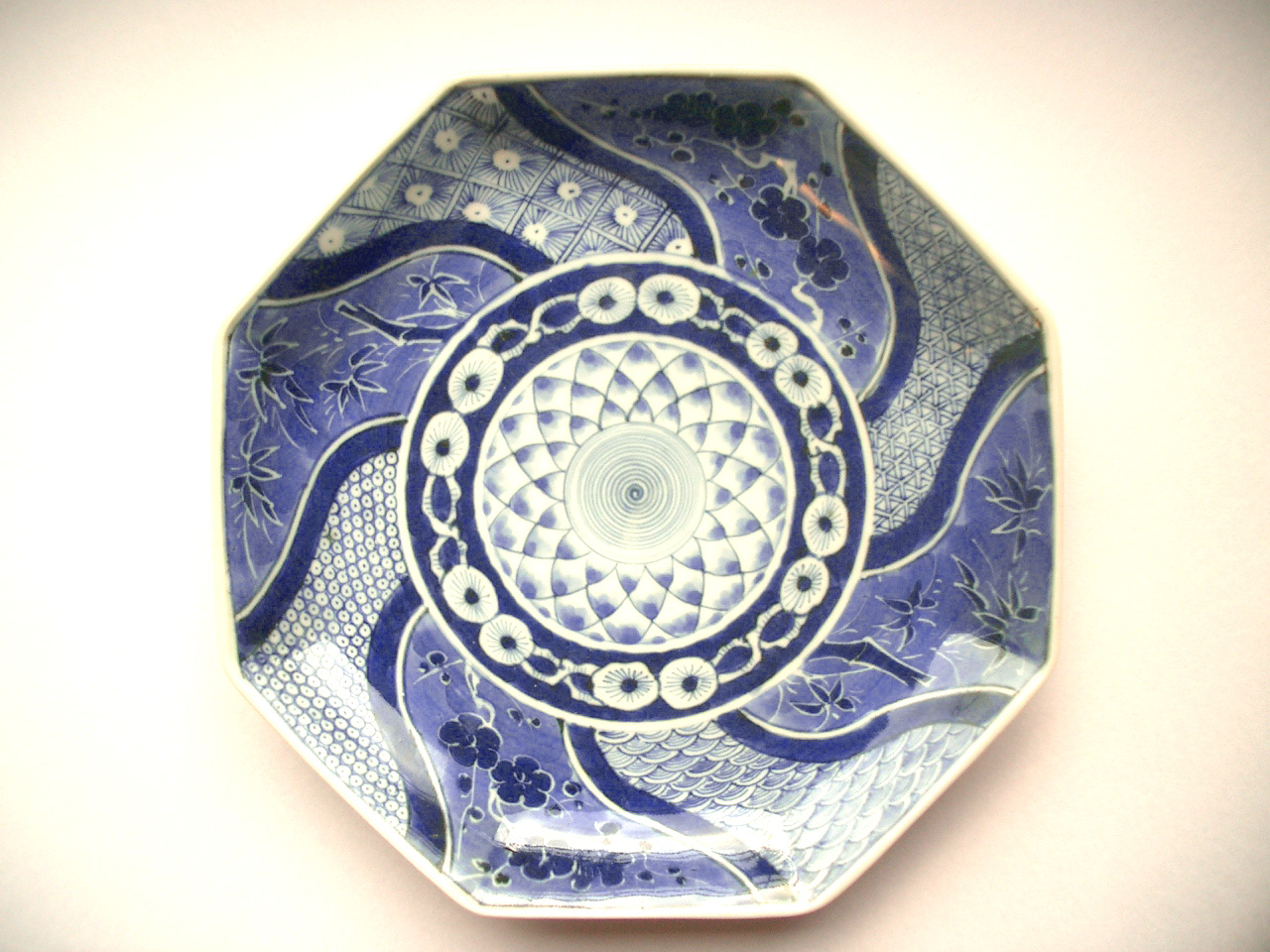
径22cmの染付中皿。18世紀中後期の量産品

### 磁器生産の開始
肥前磁器の焼造は17世紀初期の1610年代から始まった。
豊臣秀吉の朝鮮出兵の際、有田を含む肥前の領主であった鍋島直茂に同行してきた陶工たちの一人の李参平は、1616年（元和2年）（1604年説あり）に有田東部の泉山で白磁鉱を発見し、近くの上白川に天狗谷窯を開き日本初の白磁を焼いたとされ、有田焼の祖である。李参平は日本名を「金ヶ江三兵衛（かながえさんべえ）」と称し、有田町龍泉寺の過去帳などにも記載されている実在の人物である。有田町では李参平を「陶祖」として尊重し祭神とする陶山神社（すえやまじんじゃ）もある。
有田は小山に囲まれた盆地にあり、この泉山の白磁鉱はもともとは茶褐色の火山性の流紋岩で、それが近くの英山（はなぶさやま）の噴火で蓋をされて、長い時間をかけて温泉効果で白色に替わり、「変質流紋岩火砕岩」と呼ばれている。この岩石を盆地に流れ混む小川に水車を応用して、細かく砕き陶土（磁器用土）として、また坂を利用して登り窯を作りやすかったという。
近年の学術調査の進展によって、有田東部の天狗谷窯の開窯よりも早い1610年代前半から、西部の天神森窯、小溝窯などで磁器製造が始まっていたことが明かになっている。この頃の有田では当時日本に輸入されていた、中国・景徳鎮の磁器の作風に影響を受けた染付磁器（初期伊万里）を作っていた。「染付」は中国の「青花」と同義で、白地に藍色1色で図柄を表した磁器である。磁器の生地にコバルト系の絵具である「呉須」（焼成後は藍色に発色する）で図柄を描き、その後釉薬を掛けて焼造する。当時の有田では窯の中で生地を重ねる目積みの道具として朝鮮半島と同じ砂を用いており、胎土を用いる中国とは明らかに手法が違うことから焼成技術は朝鮮系のものとされる。一方で17世紀の朝鮮ではもっぱら白磁が製造され、染付や色絵の技法は発達していなかったため、図柄は中国製品に学んだと考えられ、絵具の呉須も中国人から入手したものと考えられている。
1637年（寛永14年）に鍋島藩は、伊万里・有田地区の窯場の統合・整理を敢行し、多くの陶工を廃業させて、窯場を有田の13箇所に限定した。こうして有田皿山が形成された。この頃までの有田焼を美術史・陶芸史ではしばしば初期伊万里と称する。陶石を精製する技術（水漉）が未発達だったことから、鉄分の粒子が表面に黒茶のシミ様となって現れていること、素焼きを行わないまま釉薬掛けをして焼成するため柔らかな釉調であること、形態的には6寸から7寸程度の大皿が多く、皿径と高台径の比がほぼ3対1の、いわゆる三分の一高台が多いことが特徴である。

### 色絵磁器の登場・発展
その後1640年代に中国人陶工によって技術革新が行われ、1次焼成の後に上絵付けを行う色絵磁器が生産されるようになった。伝世品の「古九谷様式」と呼ばれる青・黄・緑などを基調とした作品群は、かつては加賀国（石川県）九谷の産とされていたが、20世紀後半以降の窯跡の調査により、この時期の有田で焼かれた初期色絵がほとんどを占めることが分かっている。ただし従来言われていた加賀国（石川県南部）での生産も、1650年代から20年間程ごく小規模に行われていた（この産地問題については、別項「九谷焼」を参照）。なお、ほぼ同時期には有田の技術を基に備後福山藩で姫谷焼の磁器が20年間ほど生産されていた。

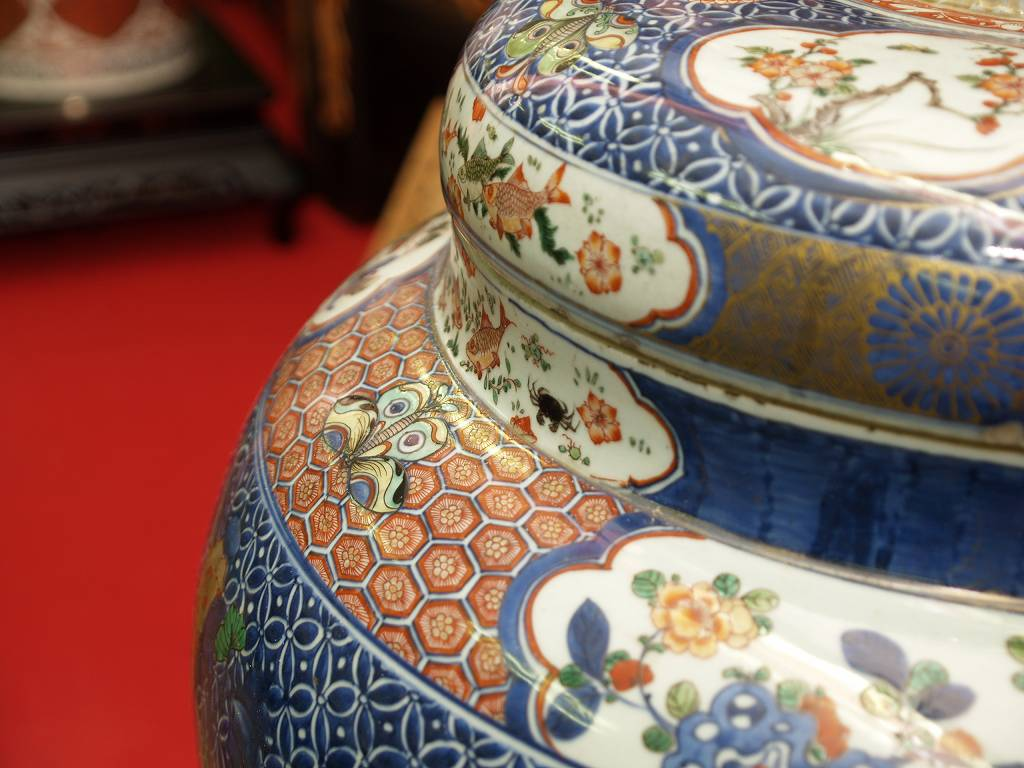
色絵蓋付大壷（江戸中期）

17世紀後半、1660年代から生産が始まったいわゆる柿右衛門様式の磁器は、濁手（にごしで）と呼ばれる乳白色の生地に、上品な赤を主調とし、余白を生かした絵画的な文様を描いたものである。この種の磁器は初代酒井田柿右衛門が発明したものとされているが、研究の進展により、この種の磁器は柿右衛門個人の作品ではなく、明の海禁政策により景徳鎮の陶磁器を扱えなくなった肥前国平戸生まれの鄭成功が有田に目を付け、景徳鎮の赤絵の技術を持ち込み有田の窯場で総力をあげて生産されたものであることが分かっており、様式の差は窯の違いではなく、製造時期および顧客層の違いであることが分かっている（日本国内向けの古九谷様式に対し、柿右衛門様式は輸出に主眼が置かれていた）。17世紀後半には、技術の進歩により純白に近い生地が作れるようになり、余白を生かした柿右衛門様式の磁器は輸出用の最高級品として製造された。
17世紀末頃からは、金彩をまじえた豪華絢爛な「金襴手」も製造されるようになった。有田の金襴手は中国明代後期の嘉靖・萬暦期の金襴手をモデルにしている関係から、皿底の銘に「大明嘉靖年製」「大明萬暦年製」とあるものが多いが、これは当時の陶器先進国中国製のイミテーションのためにデザインの一部として取り入れたものであると考えられている。
また、17世紀末頃から波佐見を中心に、焼きの歩掛かりをよくするための厚手の素地にコストを安く上げるために簡略化された同じ紋様を描き込んだ碗類を大量に生産した。安価で流通したこれらの碗は、当時出現して人気を得た屋台でも食器として使用された。当時の屋台が「喰らわんか」と客引きをしていたことから、波佐見窯で焼かれた安価な庶民向けの磁器を「くらわんか碗」と呼ぶ。
一方、「鍋島焼」は日本国内向けに、幕府や大名などへの献上・贈答用の最高級品のみをもっぱら焼いていた藩窯である。鍋島藩の藩命を懸けた贈答品であるだけに、採算を度外視し、最高の職人の最高の作品しか出回っていないが、時代を下るにつれて質はやや下がる。作品の大部分は木杯形の皿で、日本風の図柄が完璧な技法で描かれている。高台外部に櫛高台と呼ばれる縦縞があるのが特徴。開始の時期は定かでないが、延宝年間（1673年頃）には大川内山（伊万里市南部）に藩窯が築かれている。（詳細は「鍋島焼」の項を参照。）
当初、日本唯一の磁器生産地であったこれらの窯には、鍋島藩が皿役所と呼ばれた役所を設置し、職人の保護、育成にあたった。生産された磁器は藩が専売制により全て買い取り、職人の生活は保障されていたが、技術が外部に漏れることを怖れた藩により完全に外界から隔離され、職人は一生外部に出ることはなく、外部から人が入ることも極めて希であるという極めて閉鎖的な社会が形成された。これは天明3年（1783年）に旅した古川古松軒の紀行文『西遊雑記』にも記述がある。しかし、磁器生産は全国窯業地の憧れであり、ついに1806年に瀬戸の陶工加藤民吉が潜入に成功し、技術が漏洩する。以降、瀬戸でも磁器生産が開始され、東日本の市場を徐々に奪われていく。江戸末期には全国の地方窯でも瀬戸から得た技術により磁器の生産が広まっていく。しかし、日本の磁器生産トップブランドとしての有田の名は現在に至るまで色褪せていない。また、江戸時代の有田焼を一般的に古伊万里と称する。

### 海外への輸出
磁器生産の先進国であった中国では明から清への交替期の1656年に海禁令が出され、磁器の輸出が停止した。このような情勢を背景に日本製の磁器が注目され、1647年には中国商人によってカンボジアに伊万里磁器が輸出され、1650年には初めてオランダ東インド会社が伊万里焼（有田焼）を購入し、ハノイに納めた。これによって品質水準が確認され、1659年（万治2年）より大量に中東やヨーロッパへ輸出されるようになった。これら輸出品の中には、オランダ東インド会社の略号VOCをそのままデザイン化したもの、17世紀末ヨーロッパで普及・流行が始まった茶、コーヒー、チョコレートのためのセット物までもあった。
こうして17世紀後半から18世紀初頭にかけて最盛期を迎えた有田の磁器生産であるが、1684年の展海令などで景徳鎮窯の生産・輸出が再開され軌道に乗るにつれて厳しい競争に晒されることとなる。また、江戸幕府が1715年に海舶互市新例を制定し貿易の総量規制を行った事から、重量・体積の大きい陶磁器は交易品として魅力を失う。最終的には1757年にオランダ東インド会社に対する輸出は停止され、以降は日本国内向けの量産品に生産の主力をおくこととなる。今日の我々が骨董品店などで多く目にするのは、こうした18世紀の生産品であることが多い。19世紀は明治新政府の殖産興業の推進役として各国で開催された万国博覧会に出品され、外貨獲得に貢献する有田焼に期待が集まった。この輸出明治伊万里は第四の伊万里様式美として研究され、確立されつつある。万国博覧会の伊万里と称される。

## 酒井田柿右衛門
酒井田柿右衛門家は、鍋島焼における今泉今右衛門とともに、21世紀までその家系と家業を伝えている。
1982年に襲名した14代目は重要無形文化財「色絵磁器」の保持者として各個認定されている（いわゆる人間国宝）。また、柿右衛門製陶技術保存会が、重要無形文化財「柿右衛門」の保持団体に認定されている。「柿右衛門」を襲名して、戸籍名の変更まで行うが、酒井田姓は本名であり、嫡子相伝の伝統は変わっていない。14代目が2013年に没した後、2014年2月4日に長男が15代目となる柿右衛門となった。

## 「手描き」と「転写」
有田焼には酒井田柿右衛門が創始した伝統的な技術である「手書き」と、大量生産とコスト削減を目的とした「転写」の技術が存在する。
手描き作品は相対的に手間がかかり、作家の技量や個性が反映されるため美術品や陶芸作品として販売される場合が多い、転写作品は品そのものに対する価値は低いものの価格が安い場合がある。また、一部を手書きで行い、他の部分を転写とする方法も行われている。すべての行程を手書きで行った作品は総手書きと呼び、プリント印刷である転写と比較し完成まで時間が非常にかかる。（転写の技術はデカールを参照。）しかし、一概に転写作品は値段が低いという事もない。手描きと転写は手に持った手触りから簡単に見分けることができる。特に手描き作品では絵具が隆起しており、作陶家の心髄を感じることができる。一方、転写作品は全体的にのっぺりとしており、滑らかな感触を味わう事で判断することが可能。

## 染付
染付は、8時間から9時間、約900度の素焼窯での焼成行程の後、呉須で絵紋様を描くものである。細筆での輪郭描きと、紋様を塗り込める濃（だみ）の行程とに分かれ、ダミは太いダミ筆を用いて、細筆で描いた輪郭の内側の部分に染付の濃淡を付ける職人技法である。染付の原料となる呉須は江戸時代までは明（中国の王朝）から、また明治時代以降は西洋からのコバルトを使う技術が用いられている。

## 作品

### 重要文化財（国指定）
（初期伊万里）
- 染付花卉文徳利（箱根美術館）
- 染付山水図大鉢（大和文華館）

（古九谷様式）
- 色絵牡丹獅子文銚子（文化庁）
- 色絵亀甲牡丹蝶文大皿（梅沢記念館）
- 色絵竹叭々鳥文大皿（東京国立博物館）
- 色絵牡丹文八角大皿（サンリツ服部美術館）
- 色絵牡丹鳥文大皿（サンリツ服部美術館）

（柿右衛門様式）
- 色絵花鳥文八角大壺（出光美術館）
- 色絵花鳥文八角大壺（サントリー美術館）
- 色絵五艘船図大平鉢（サントリー美術館）
- 色絵花卉（かき）文輪花鉢（広島県立美術館）

（染付）
- 染付山水図輪花大鉢（佐賀県立九州陶磁文化館）

### その他
- 色絵狛犬（佐賀県重要文化財）17世紀後半
- 染付有田皿山職人尽し絵図大皿（佐賀県重要文化財）19世紀

## 日本国外との関わり
佐賀県有田町とドイツ連邦共和国のマイセン市は、17世紀に日本から輸出された古伊万里や古い有田焼がドレスデン博物館に多数保管されていた事が縁となり、1979年より姉妹都市となっている。
また、ロックバンド・クイーンのフレディ・マーキュリーは伊万里焼を愛好していた。

## その他
1967年10月に有田焼創業350周年を記念して、国民的歌手の美空ひばりが歌う豪華なご当地音頭「有田音頭チロリン節」が制作された。
コメダ珈琲のコーヒーカップ＆ ソーサーは有田焼
。